# Daniel Kim

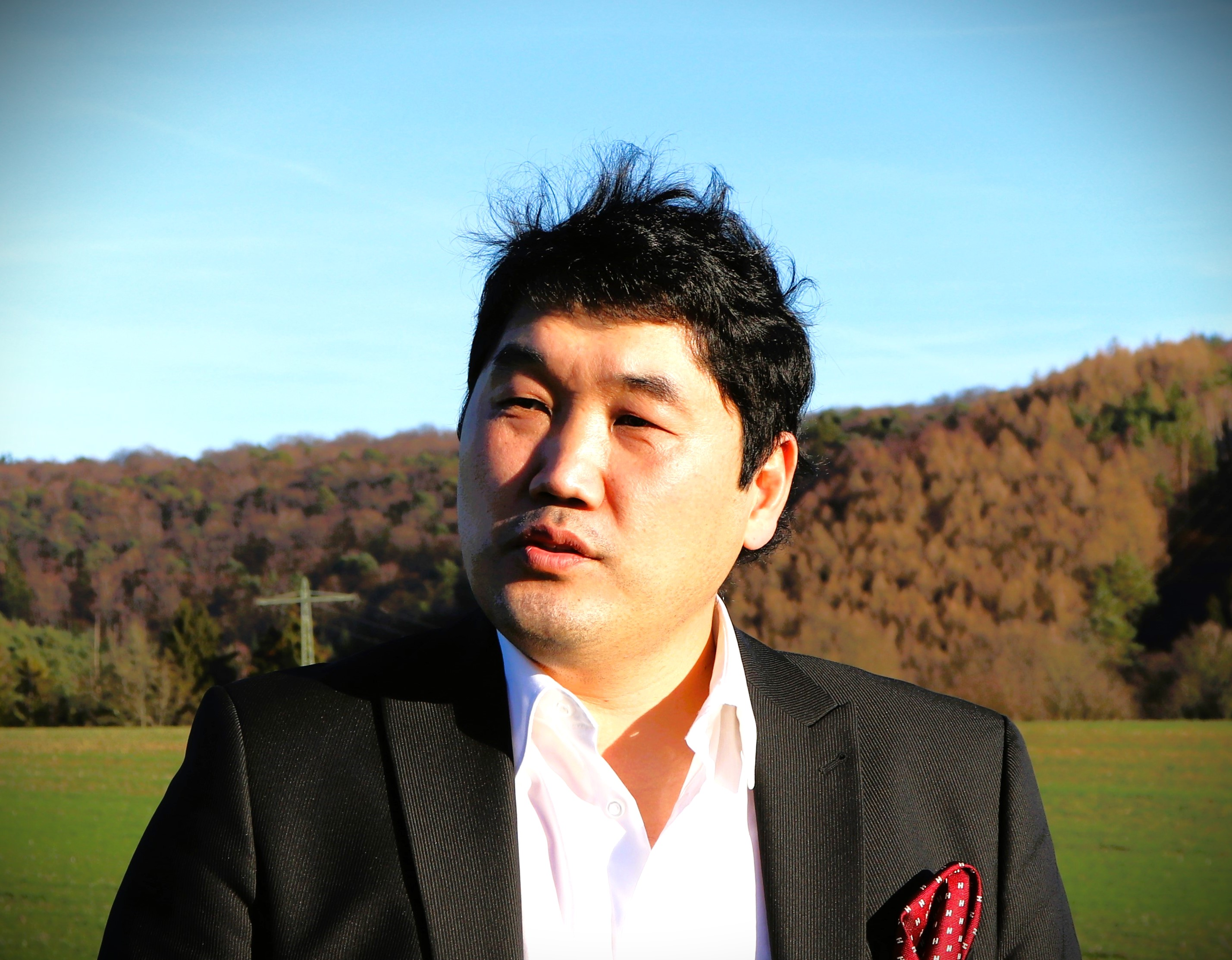
Daniel Kim (2019)

Daniel Kim (* 1977 in Kunsan, Südkorea) ist ein koreanischer Opernsänger der Stimmlage Tenor.

## Leben
Daniel Kim absolvierte ein Gesangsstudium an der „Korean University of Arts“ in Seoul und wechselte dann an die Hochschule für Musik Hanns Eisler Berlin, wo er ein Diplomstudium bei Scot Weir im Juli 2005 mit Auszeichnung abschloss.
Im August 2005 gab er sein Debüt als Melito (Der Geduldige Sokrates) bei dem Festival der Rheinsberg Kammeroper. 2006 kehrte er dort in der Rolle des Ferrando in Così fan tutte zurück.
Von August 2005 bis Juli 2006 war Daniel Kim Mitglied im Opernstudio des Nationaltheaters Weimar, von August 2006 bis Juli 2012 dann Ensemblemitglied der Stadttheater Bremerhaven, wo er sich als lyrischer Tenor besonders in den großen italienischen Belcanto-Partien wie Elvino (La sonnambula), Leicester (Maria Stuart), Gennaro (Lucrezia Borgia), Eduardo (Un giorno di regno), Ismael (Nabucco) Alfredo (La traviata) oder als Narraboth (Salome), der Maler (Lulu), Sinowi (Lady Macbeth von Mzensk) profilierte.
Seit August 2012 ist er Ensemblemitglied des Pfalztheaters Kaiserslautern; hier war er u. a. als Ferrando (Così fan tutte), Andreas (Wozzeck) Ismael (Nabucco), Achill (Iphigenie in Aulis) Duca (Rigoletto) Nadir (Die Perlenfischer) und Almaviva (Barbiere) zu hören.
Im Dezember 2010 debütierte er in der Doppelrolle als Maler und Neger in der koreanischen Uraufführung von Alban Bergs Lulu an der National Opera in Seoul.
Im Dezember 2012 kehrte er dort als Alfred (Die Fledermaus) und im November 2014 als Cassio (Otello) sowie im April 2015 als Belmonte (Die Entführung aus dem Serail) zurück.
Gastverpflichtungen führten ihn die Opernhäuser von Altenburg, Bonn, Braunschweig, Bremen, Flensburg, Gera, Regensburg, Pforzheim, Weimar, Würzburg, Luxemburg, Seoul.
Besonders als Konzert- und Oratoriensänger gastierte er in Konzertsälen wie der Philharmonie Berlin, das Konzerthaus Berlin, die Beethovenhalle Bonn, die Glocke Bremen. Konzertreisen führten ihn Amerika, Polen, Luxembourg und Südkorea.

## Stipendien
- 2004: Stipendiat Internationale Bachakademie Stuttgart
- 2009: Stipendiat Richard Wagner -Verband Bremen

## Preise
- 2005: Preisträger Internationaler Gesangswettbewerb der Kammeroper Schloss Rheinsberg (Der geduldige Sokrates)
- 2005: Förderpreis der Stiftung Vera und Volker Doppelfeld
- 2006: Preisträger Internationaler Gesangswettbewerb der Kammeroper Schloss Rheinsberg (Cosi fan tutte)
- 2008: Publikumspreis der Volksbühne Bremerhaven
- 2009: 1. Preis Internationaler Gesangswettbewerb Passau
- Sonderpreis der Deutschen Johann Strauss-Gesellschaft Internationaler Gesangswettbewerb „Alexander Girardi“ in Coburg
- 2012: Herzlieb–Kohut-Preis Bremerhaven

## Diskografie
- 2005: Der gedudige Sokrates, Oper von Georg Philipp Telemann, DVD
- 2012: Dichterliebe, Liederkreis, von Robert Schumann, Piano Hugo Kim[3]
- 2017: Die schöne Müllerin von Franz Schubert, Piano Hugo Kim[4]
- 2017: Messiah DVD
- 2019: Here is Christmas[5]